# Zau de Câmpie
Zau de Câmpie é uma comuna romena localizada no distrito de Mureș, na região histórica da Transilvânia. A comuna possui uma área de  km² e sua população era de 3447 habitantes segundo o censo de 2007.